# Eutawville
Eutawville est une petite ville du comté d'Orangeburg en Caroline du Sud.
La population était de 344 habitants en 2000.

## Démographie
| 1890 | 1900 | 1910 | 1920 | 1930 | 1940 |
| ---- | ---- | ---- | ---- | ---- | ---- |
| 224  | 305  | 405  | 285  | 327  | 496  |

| 1950 | 1960 | 1970 | 1980 | 1990 | 2000 |
| ---- | ---- | ---- | ---- | ---- | ---- |
| 478  | 468  | 386  | 615  | 350  | 344  |

| 2010 | - | - | - | - | - |
| ---- | - | - | - | - | - |
| 315  | - | - | - | - | - |